# Цимакуридзе, Давид Михайлович
Дави́д Миха́йлович Цимакури́дзе (груз. დავით მიხეილის ძე ციმაკურიძე, 29 марта 1925 или 26 марта 1925, Поти — 9 мая 2006, Тбилиси) — советский борец вольного стиля, олимпийский чемпион, Заслуженный мастер спорта СССР (1951), Заслуженный тренер СССР, Заслуженный тренер Грузии. Первый этнический грузин — олимпийский чемпион и первый олимпийский чемпион в истории советской вольной борьбы.
Также выступал на чемпионатах Грузии и СССР по классической борьбе.

## Биография
Родился в 1925 году в Поти. Сын Михаила Цимакуридзе — известного профессионального борца.
С началом развития вольной борьбы в СССР перешёл в этот вид спорта и выиграл в 1945 году первый чемпионат СССР.
Был включён в олимпийскую команду СССР на летних Олимпийских играх 1952 года.
На Летних Олимпийских играх 1952 года в Хельсинки боролся в весовой категории до 79 килограммов (средний вес). В предварительных схватках:
- в первом круге проиграл решением судей со счётом 2-1 Бенгту Лингтблату (Швеция);
- во втором круге на 6-й минуте тушировал Дэна Ходжа (США);
- в третьем круге на 5-й минуте тушировал Мохаммеда Абдул Рамада Хуссейна (Египет);
- в четвёртом круге не участвовал;

По существовавшим тогда правилам трое борцов, набравших наименьшее количество штрафных баллов в предварительных схватках, выходили в финал, где разыгрывали награды между собой.
- в пятом круге решением судей со счётом 3-0 победил Дьёрдя Гурича (Венгрия)
- в шестом круге решением судей со счётом 2-1 победил Голамрезу Тахти (Иран) и стал чемпионом Олимпийских игр[3].

Победитель командного первенства СССР по вольной борьбе (1955). 8-кратный чемпион Грузии по классической борьбе.

### Спортивные результаты на чемпионатах СССР

#### Вольная борьба
- Чемпионат СССР по вольной борьбе 1945 года —
- Чемпионат СССР по вольной борьбе 1946 года —
- Чемпионат СССР по вольной борьбе 1947 года —
- Чемпионат СССР по вольной борьбе 1948 года —
- Чемпионат СССР по вольной борьбе 1949 года —
- Чемпионат СССР по вольной борьбе 1950 года —
- Чемпионат СССР по вольной борьбе 1951 года —
- Чемпионат СССР по вольной борьбе 1952 года —
- Чемпионат СССР по вольной борьбе 1954 года —

#### Классическая (греко-римская) борьба
- Чемпионат СССР по классической борьбе 1947 года —
- Чемпионат СССР по классической борьбе 1948 года —

Давид одинаково хорошо применял атакующие приемы как из вольной, так и из классической борьбы. В стойке он был искусным исполнителем бросков через грудь с обвивом или зацепом, бросков через спину, с обхватами. В партере был непревзойденным мастером переворотов ключом с воздействием ног и накатов. Его техническое оснащение в стойке позволяло ему проводить схватки в высокой стойке.— 
Окончил Грузинский государственный институт физической культуры (1953). Член КПСС с 1954 года.
После окончания спортивной карьеры был на тренерской работе. Принимал участие как тренер в подготовке сборной команды СССР к Олимпиаде 1956 года в Мельбурне.
Почётный гражданин Тбилиси и Хасавюрта.
9 мая 2006 года скончался в Тбилиси, похоронен в в пантеоне Мтацминда.

## Награды
- Орден «Знак Почёта» (27.04.1957) — «за успехи, достигнутые в деле развития массового физкультурного движения в стране, повышения мастерства советских спортсменов, и успешное выступление на международных соревнованиях»